# Rettel
Rettel ist eine französische Gemeinde mit 849 Einwohnern (Stand 1. Januar 2022) im Département Moselle in der Region Grand Est (bis 2015 Lothringen). Sie gehört zum Arrondissement Thionville.

## Geografie
Rettel liegt etwa 15 Kilometer nordöstlich von Thionville an der Mosel auf einer Höhe zwischen 145 und 300 m über dem Meeresspiegel. Das Gemeindegebiet umfasst 6,89 km².

## Geschichte
Der Ort wurde 620 erstmals als Valla Rotovallum erwähnt. 800 wurde durch eine Schwester Karls des Großen ein Benediktinerinnenkloster gegründet, wo sie auch ihre letzten Lebensjahre verbracht haben soll. Aber schon im 9. Jahrhundert wird das Kloster ein Männerkloster, eine Benediktinerabtei. 
1431 wurde die Abtei in ein Kartäuserkloster umgewandelt. Im 2. Viertel des 18. Jahrhunderts wurde das Kloster Rettel nach dem Vorbild der Kartause von Bosserville völlig neu erbaut. Nach Aufhebung in der Französischen Revolution wurde das Kloster abgebrochen.
Durch den Vertrag von Vincennes fiel Rettel 1661 an Frankreich.

### Bevölkerungsentwicklung
| Jahr      | 1962 | 1968 | 1975 | 1982 | 1990 | 1999 | 2007 | 2019 |
| Einwohner | 626  | 591  | 583  | 566  | 634  | 684  | 748  | 770  |

## Sehenswürdigkeiten
Vom Kloster Rettel haben sich nur wenige Überreste erhalten. Im Ort findet sich noch ein spätgotisches Haus (Maison de la Dîme) in typisch lothringisch-Metzer Formen.

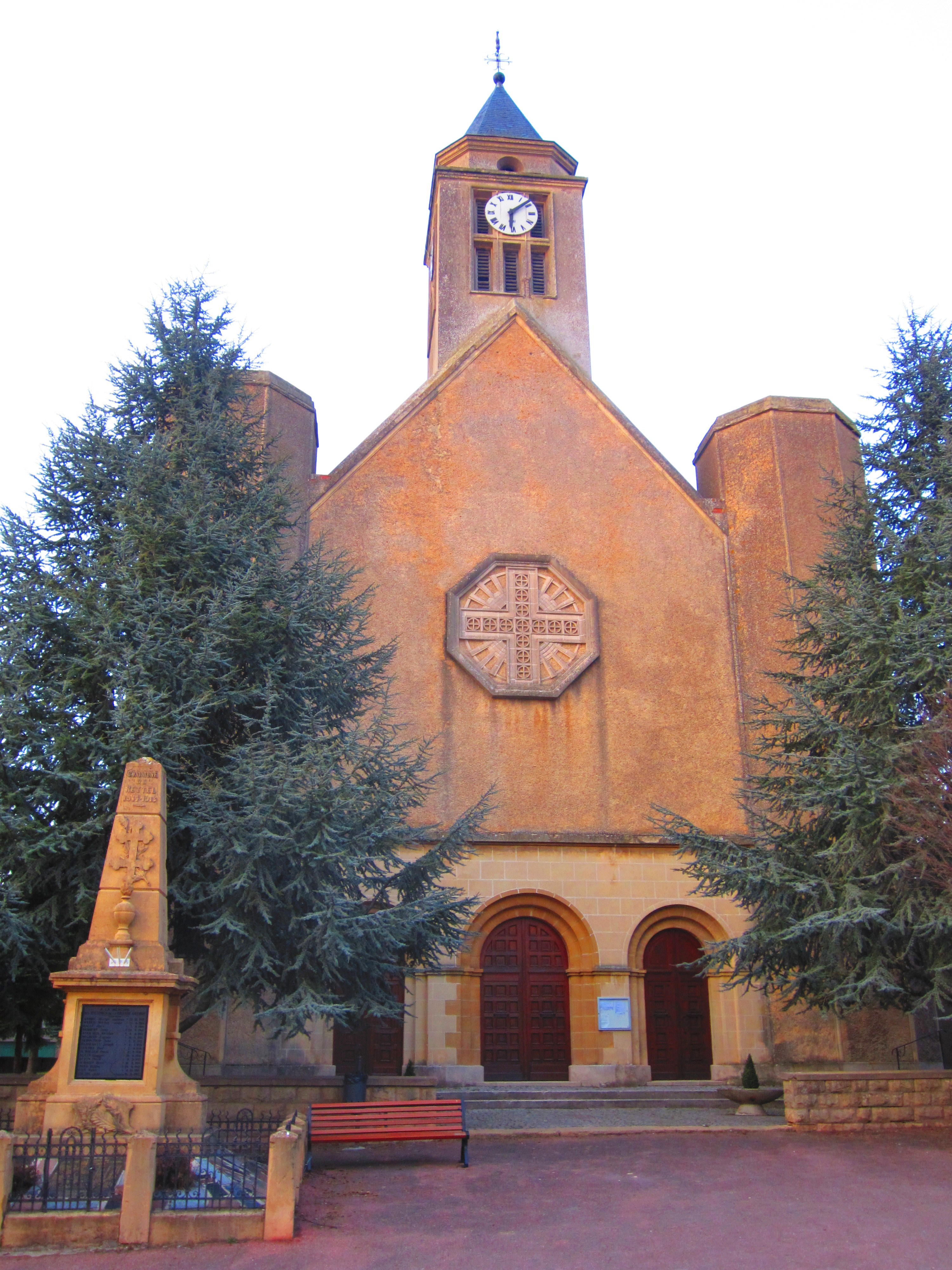
Kirche Saint-Laurent
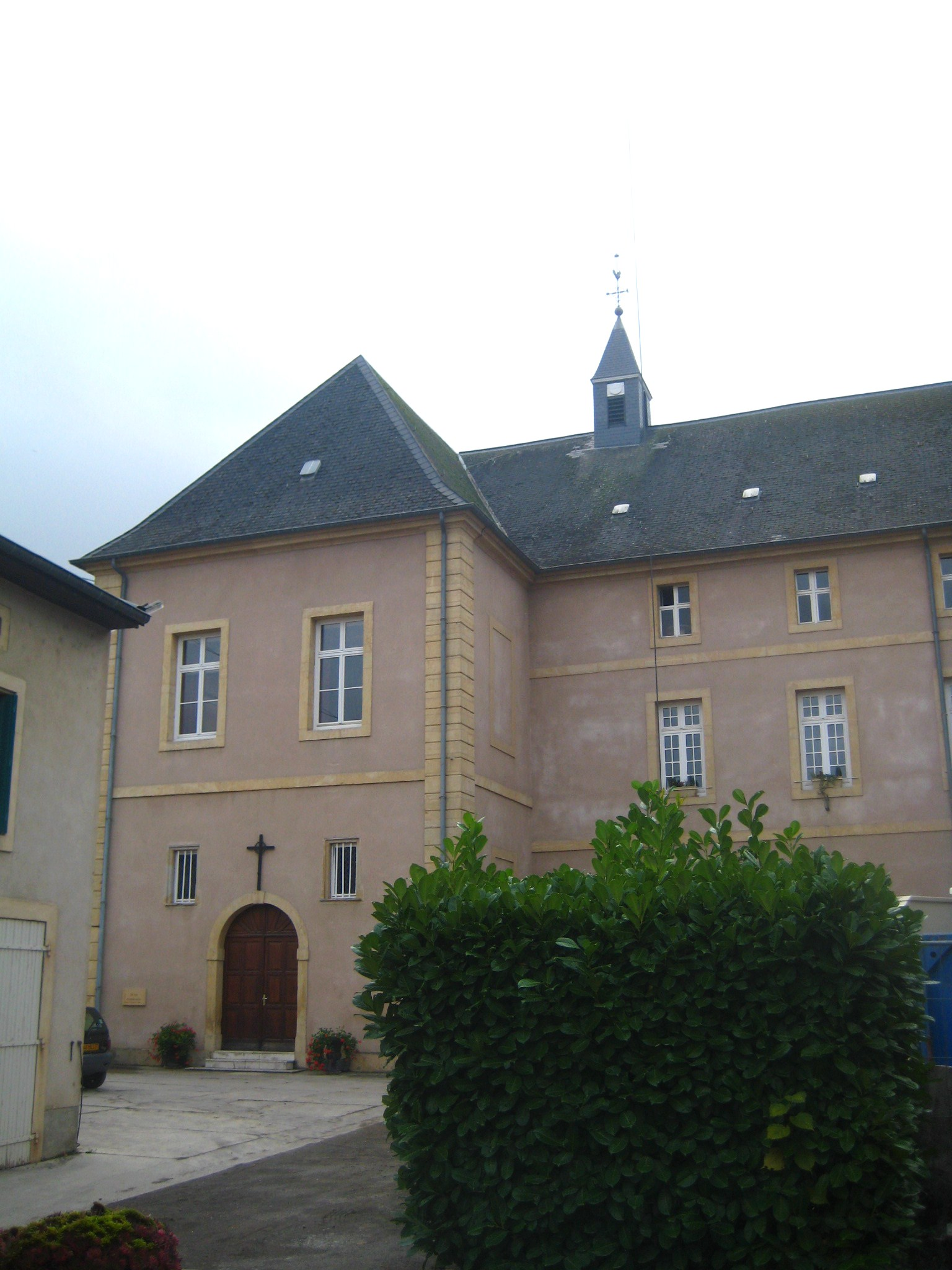
Reste des Klosters
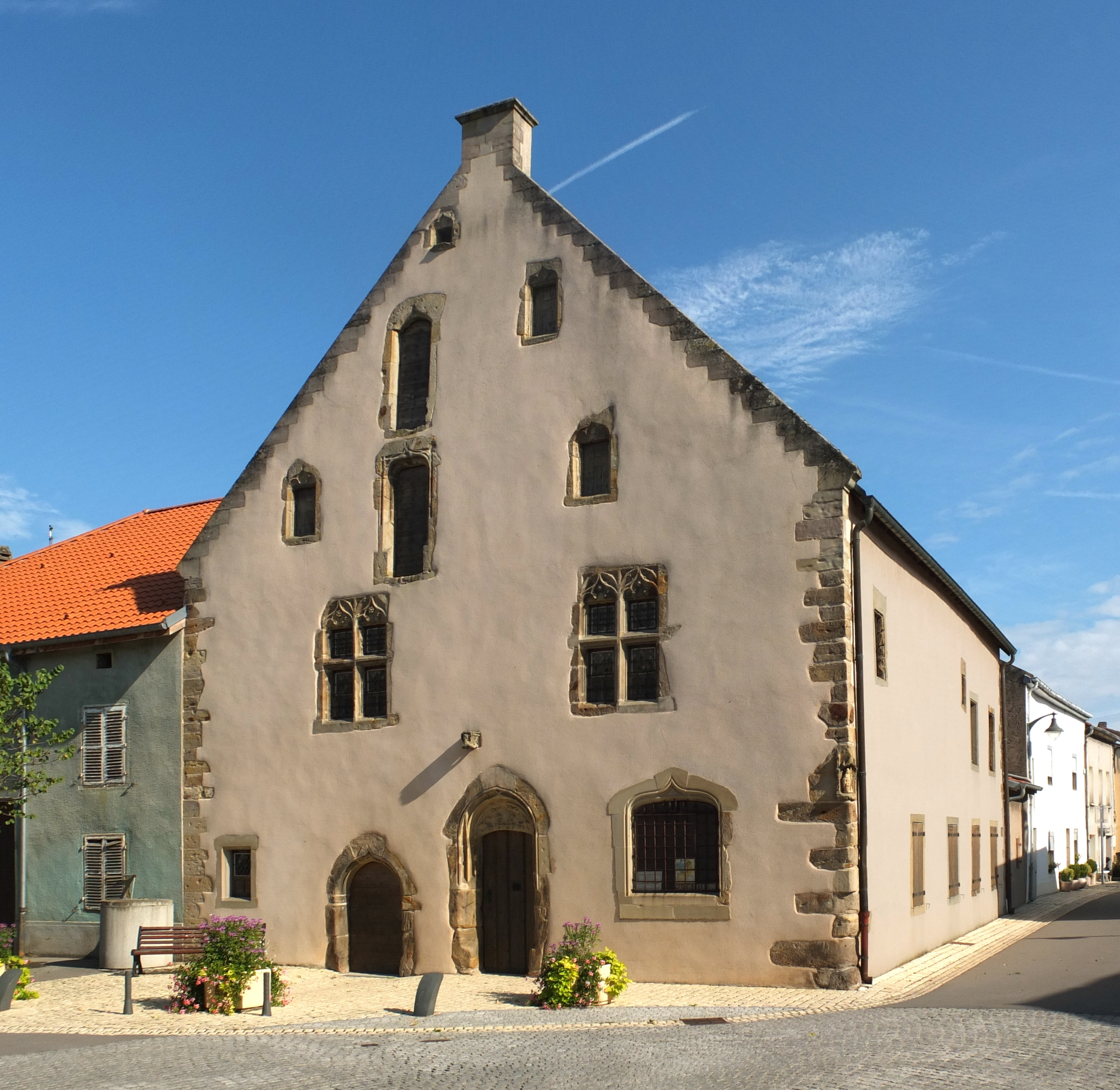
Spätgotisches Haus (Maison de la Dîme)